# Mark L. Lester
Mark L. Lester (ur. 26 listopada 1946 w Cleveland w stanie Ohio) – amerykański reżyser i producent filmowy.
Zasłynął głównie jako twórca filmów akcji; najsłynniejszy z nich to z pewnością Komando (1985) z Arnoldem Schwarzeneggerem w roli głównej, który pozostaje jednym z najlepszych filmów tego gatunku.

## Filmografia
- Boogie na wrotkach (1979)
- Klasa 1984 (1982)
- Komando (1985)
- Uzbrojeni i niebezpieczni (1986)
- Klasa 1999 (1990)
- Ostry poker w Małym Tokio (1991)
- Pogranicze prawa (1993)
- Nocny uciekinier (1994)
- Wróg publiczny nr 1 (1996)
- Baza (1999)
- Baza 2 (2000)
- Powstały z martwych (2000)
- Biała gorączka (2003)
- Pterodaktyl (2005)